# Mode tensoriel
Dans la théorie des perturbations cosmologiques, le terme de mode tensoriel se réfère à une perturbation de la métrique riemannienne de l'Univers qui correspond à une onde gravitationnelle. Ce type de perturbation ne possède pas d'analogue en physique newtonienne : il se propage librement dans l'Univers à la vitesse de la lumière, y compris en l'absence de matière.
D'un point de vue de la physique des particules, un mode tensoriel, ou une onde gravitationnelle, est un objet de spin 2. Les modes tensoriels possèdent deux modes de polarisation, tout comme il existe deux modes de polarisation possible pour une onde électromagnétique.
Les modes tensoriels ont été probablement formés à l'issue d'une phase d'expansion accélérée qui s'est produite très tôt dans l'histoire de l'Univers : l'inflation cosmique. Nombres d'autres modèles cosmologiques prédisent également l'existence de modes tensoriels.
La détection des modes tensoriels fait l'objet d'enjeux importants en cosmologie : elle permettrait de tester directement une prédiction de l'inflation cosmique, car celle-ci prédit une certaine relation entre l'amplitude des modes scalaire et tensoriel, et leur spectre de puissance respectif. Voir Inflation cosmique et Paramètre du slow-roll pour plus de détails.
Il existe d'autres types de perturbations en cosmologie : les modes scalaires, correspondants au potentiel gravitationnel de la physique newtonienne et les modes vectoriels, qui résultent des champs de vitesse rotationnels (c'est-à-dire de divergence nulle, correspondant à du moment cinétique, comme dans une tornade). Diverses considérations permettent de penser que les modes vectoriels ne jouent aucun rôle en cosmologie, alors que les modes scalaires y jouent un rôle déterminant : ce sont eux qui représentent les fluctuations de densité présentes dès les premiers instants de l'histoire de l'Univers, et qui portent les germe de toutes les structures (galaxies, amas de galaxies, etc.) qui se sont formées depuis dans l'Univers.